# Amar Singh Thapa
Pour les articles homonymes, voir Singh et Thapa (homonymie).
Amar Singh Thapa aussi connu en tant que Badakaji Amar Singh Thapa (népalais : बडाकाजी अमर सिंह थापा), ou Amar Singh Thapa L'Ancien, (également orthographié Ambar Simha) également connu sous le nom honorifique de Bada Kaji ("Senior Kaji") ou Budha Kaji ("The Old Kaji"), était un général militaire Gorkhali, gouverneur et seigneur de guerre du royaume du Népal. Il était le commandant général de l'armée du Népal lors de la conquête des provinces occidentales. Il était aussi le souverain ayant autorité sur Kumaon, Garhwal et Doti au sein du royaume du Népal. Il avait été désigné par le roi du Népal pour être Mukhtiyar (équivalent du Premier ministre) des provinces occidentales de Kumaon, Garhwal et Doti. Il est souvent salué comme le Lion vivant du Népal (népalais : ज्यूँदो बाघ ; jyūm̐do bāgha ) et il fut considéré à titre posthume comme l'un des héros nationaux du Népal pour avoir mené la guerre anglo-népalaise à la tête de l'armée Gorkhali. 

## Petite enfance et famille

Drapeau Nishankalika du clan Bagale Thapa, clan ancestral de Bada Kaji Amar Singh

Il était le petit-fils de Ranjai Singh de Sirhanchowk et le fils de Bhim Sen connu sous le nom d'Umrao Bagh Bhim Singh Thapa, qui mourut à la tête de ses hommes lors de la bataille de Palanchowk en 1759. Il appartenait au clan Bagale Thapa. 
Les membres de sa famille faisaient partie de la Cour royale du Mukhtiyar du Népal, Bhimsen Thapa qui était également membre du clan Bagale Thapa. Son fils aîné Ranadhoj Thapa fut l'adjoint du Mukhtiyar (Premier ministre) Bhimsen Thapa partageant ainsi l'autorité, tandis que ses quatre autres fils (Bhaktabir Singh, Narsingh, Ramdas et Ranjore Singh) furent tous Kajis à un moment de leur vie. Son plus jeune fils Ranajor Singh Thapa combattit à ses côtés au cours de la guerre anglo-népalaise pendant que son fils aîné Ranadhoj Thapa, était l'adjoint du Mukhtiyar du Népal. Son petit-fils, le jeune Surat Singh Thapa, fut nommé au poste de Kaji en 1832 pour relancer la politique de croissance de Darbar, à l'issue de quoi les documents du gouvernement conjointement signés par Mukhtiyar Bhimsen Thapa et Kazi Surath Singh,. Ses deux petits-fils, enfants de son fils aîné Ranadhoj Thapa, Ripu Mardan et Badal Singh, furent tous les deux Kaji à une certaine période. La famille était l'une des familles influentes de Bagale Thapa à la Cour Royale, aux côtés de la famille Bhimsen Thapa.

## Premières conquêtes
Bada Amar Singh a mené de nombreuses batailles de conquête des provinces occidentales lors de l'unification du Népal. Il mena la conquête de Langur Gadhi dans la région de Gadhwal avant le déclenchement de la deuxième guerre sino-népalaise (1791–92). Il renforce les arrières du Nuwakot parcourant environ 1 000 km en un mois, pour la défense des troupes népalaises au cours de la seconde guerre sino-népalaise de 1791-1792. En juillet 1804, aux côtés du Kaji Dalbhanjan Pande, il informa le  Daroga, mandataire de la Compagnie des Indes orientales de l'intention de reprendre les plaines de Butwal en application des anciens usages de Palpa, venant du roi des Gorkhas. Après 1806, les territoires de Palpa furent dirigés par un gouvernement militaire qu'il co-dirigea avec le Kaji Dalbhanjan. Ils planifièrent le retour de la pleine autorité Gorkhali sur les terres en nommant des fonctionnaires et en revoyant les concessions de terres. Ils administrèrent et surveillèrent la région ainsi que la collecte de l'impôt. Il a annula les concessions de terre Maafi (sans loyer) aux Brahmanes Jaisi dans la région de Butwal afin de permettre de payer les soldats Gorkhali. 
Il commanda l'armée Gorkhali avec Sardar Bhakti Thapa et Hasti Dal Shah en 1804 contre le royaume de Garhwal à la suite du refus de paiement de l'impôt au royaume du Népal par le Garhwal. L'armée réussi à annexer le Garhwal au territoire népalais étendant ainsi les limites du royaume jusqu'au fleuve Sutlej à l'ouest. Bada Amar emmena ensuite ses troupes plus loin jusqu'au fort de Kangra du roi Sansar Chand qu'il saisirent. Ce fut le début de la courte Guerre Gurkha–Sikh. Le roi Sansar Chand appuyé par 1 500 soldats du Maharaja Sikh Ranjit Singh (certains écrits parlent de 100 000 cavaliers et fantassins) combattit les forces d'Amar Singh dans la vallée de Ganesh et ne recula que pour mieux contre-attaquer dans la soirée. Après cette contre-attaque, l'armée Gorkhali perdit des positions et dû se replier sur la rivière Sutlej conformément à l'accord le 24 août 1809. Bada Kaji Amar Singh conseilla alors au Mukhtiyar du Népal, Bhimsen Thapa, d'éviter la guerre avec les Britanniques car ayant conduit lui-même cette campagne, il en connaissait les difficultés. Il fut l'un des Bharadars supérieurs à s'être opposé à la guerre anglo-népalaise en raison de la prévalence d'une administration faible sur le front occidental suggérant une révolte possible de la population générale dans cette région nouvellement conquise.

## Guerre anglo-népalaise
La lettre de désignation de deux de trois Subbas (gouverneurs) du tiers des territoires du Garhwal, Surabi Khatri et Ranabir Kahtri, reprises dans Ashadi Badi 2, 1862 VS (ie juin 1805) expliquent et illustrent l'autorité du Mukhtiyar Amar Singh dans la province de l'Ouest:
"Vous savez que Kaji Ambar Simha Thapa a été mission en qualité de Mukhtiyar... Agissez en conséquence et respectez les volontés du kaji Ambar Simha Thapa et veillez à nous rester fidèle....|source=Appointment letter of Subbas of one-third territories of Garhwal, Ashadh Badi 2, 1862 V.S."
De même, une autre lettre de nomination du Subba d'un tiers des territoires de Garhwal, Sardar Chandrabir Kunwar dans Ashadh Badi 2, 1862 VS (c.-à-d. Juin 1805), a également chargé le gouverneur d'agir conformément aux conseils d'Amar Singh. Un soldat britannique a commenté l'autorité indépendante de Bada Amar Singh sur le front occidental avant la guerre anglo-népalaise: 
"Au-delà des limites de la vallée de Dhoon à l'Ouest et du territoire de Sue-Na-Ghur, et en allant jusqu'au village dans lequel Umar Sign, un chef aux compétences exemplaires, commandait et, par ailleurs, exerçait un pouvoir quasi indépendant..."
Quand le Durbar de Kathmandou demanda aux chefs népalais leurs avis au sujet d'une potentielle guerre contre les Britanniques, Amar Singh Thapa, qui n'était pas seul à avoir cette position, dit:
"Ils ne s'arrêteront pas et voudront établir leur pouvoir et leur autorité en s'unissait aux collines de Rajas dont nous avons déjà été dépossédés.Nous y avons combattu des gazelles. Si nous nous engageons dans cette guerre, nous devons être prêts à affronter des tigres."
Il était contre les mesures adoptées à Butwal et Sheeoraj, qui, selon lui, provenaient des opinions égoïstes de personnes, qui n'ont pas voulu impliquer la nation dans la guerre pour satisfaire leur avarice personnelle.  

### Première campagne
Les colonnes britanniques dirigées par les généraux britanniques Rollo Gillespie et David Ochterlony sur le front occidental firent face à la défense dirigée par Bada Amar Singh,
Il ordonna aux troupes Gorkhali de défendre la ville de Srinagar contre l'armée de la troisième division sous le commandement du major-général Gillespie venant du côté ouest. Son fils Ranjore Singh Thapa commandait les troupes à Nahan, chef-lieu de Sirmaur.

### Deuxième campagne
Au cours de la deuxième campagne, il était commandant du secteur de Sindhuli Gadhi et du front oriental, faisant face à de lourdes pertes à la suite de l'assaut du colonel Kelly et du colonel O'Hollorah sous le commandement de David Ochterlony, commandant en chef. Son fils Ranjore se rendit à Sindhuli Gadhi pour défendre le fort. Les Britanniques n'ont pas pu atteindre Sindhuli Gadhi et durent se replier. 

## Patrimoine

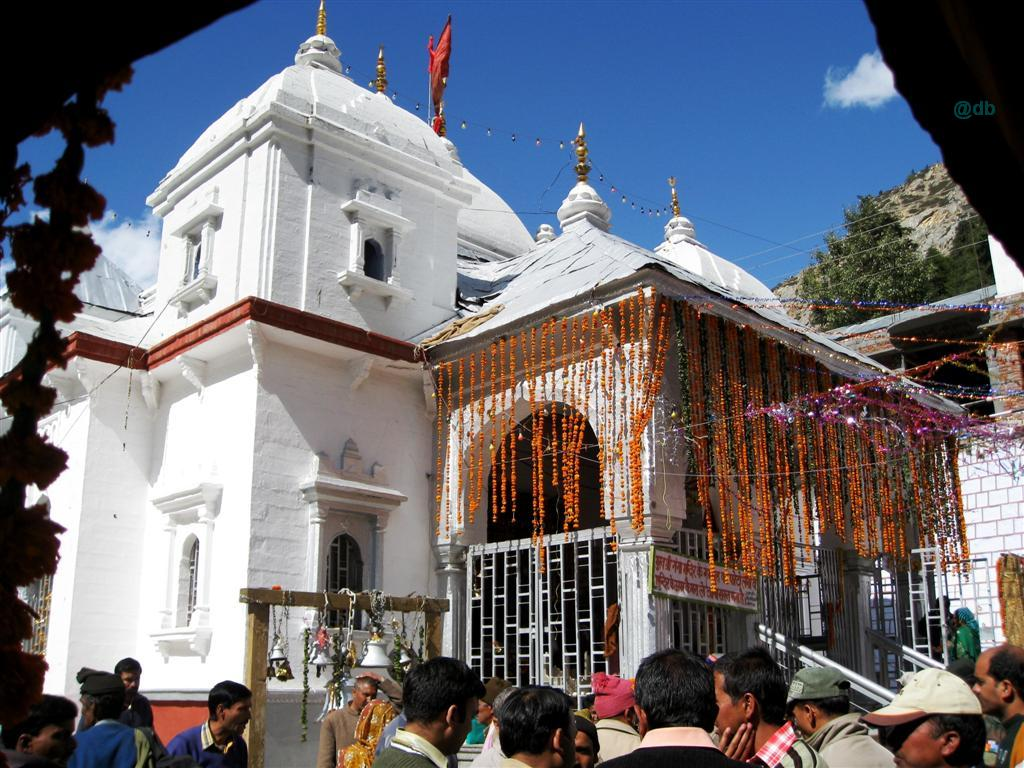
Le temple Gangotri fut construit par Bada Kaji Amar Singh Thapa

Amar Singh était aussi imprégné de religion. Il construisit de nombreux temples hindous à travers le Népal et l'Inde. Il construisit notamment le temple Gangotri original à Uttarakhand, qui fait partie du circuit de pèlerinage de Chhota Char Dham. Le temple Jayanti Mata près du fort Kangra, Himachal Pradesh, fut également construit sur ses ordres. Il a construit le plus ancien temple de la ville de Mithila à Janakpur, le temple Sri Ram. Après l'établissement de la pleine autorité gorkha sur Palpa et Terai, il construisit le temple d'Amar Narayan à Tansen dans les collines au-dessus de Butwal en 1807. 

## Héritage

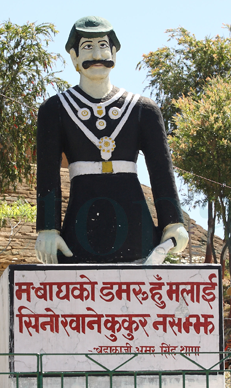
La statue d'Amar Singh au fort d'Amargadhi avec sa citation populaire Ma Bagh ko Damaru hu, malai sino khane kukur nasamjha

Bada Kaji Amar Singh est souvent surnommé le Lion vivant du Népal en raison de ses actions au combat, de son autorité naturelle et de son engagement patriotique. Une citation populaire et patriotique de l'histoire du Népal lui est attribuée:
"Ma Bagh ko Dmaaru hu, malai sino khan Kukur nasamjha. Cela se traduit par "Je suis le fils d'un tigre. Ne me confondez pas avec un chien errant."
Une lettre du gouvernement central du Népal citait les prières de Kaji Amar Singh dans ses lettres aux autres autorités civiles et militaires, notamment les gouverneurs de provinces: 
"Kaji Ambar Simha Thapa est vieux et sage. Mais aussi fidèle à sa parole. Agissez en conformité avec ses conseils.'
'Lettre de désignation du Subba de Garth Chandrabir Kunwar Ashadh Badi 2, 1862 VS"
Le village d'Amaragadhi, dans l'ouest du Népal, porte son nom. Il y a aussi un Khukuri qui porte son nom et qui s'appelle Amar Singh Thapa Khukuri. Ce Khukuri est la réplique de son véritable Khukuri[réf. nécessaire]. Le vrai Khukuri utilisé par Amar Singh est exposé au Musée National du Népal et est de nature plus sinueuse que les autres Khukuris traditionnels[réf. nécessaire].

## Galerie

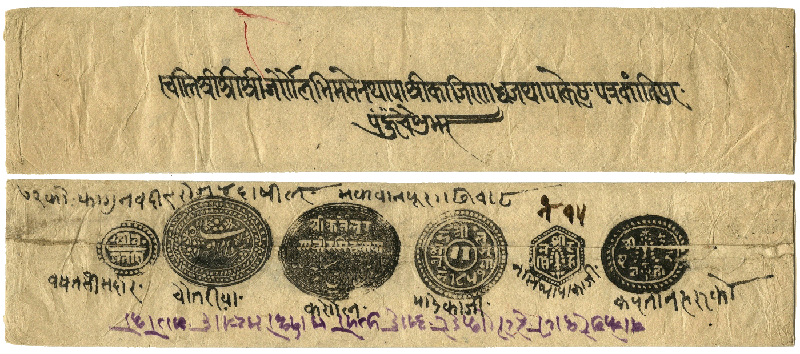
Lettre envoyée au PM Bhimsen Thapa et à Kazi Ranadhoj Thapa par (sceaux de gauche à droite) Bakhat Singh Sardar, Dalbhanjan Pande (Pande Kazi), Ranabir Singh Thapa, Kaji Narsingh Thapa (troisième fils de Amar Singh Thapa) et divers capitaines
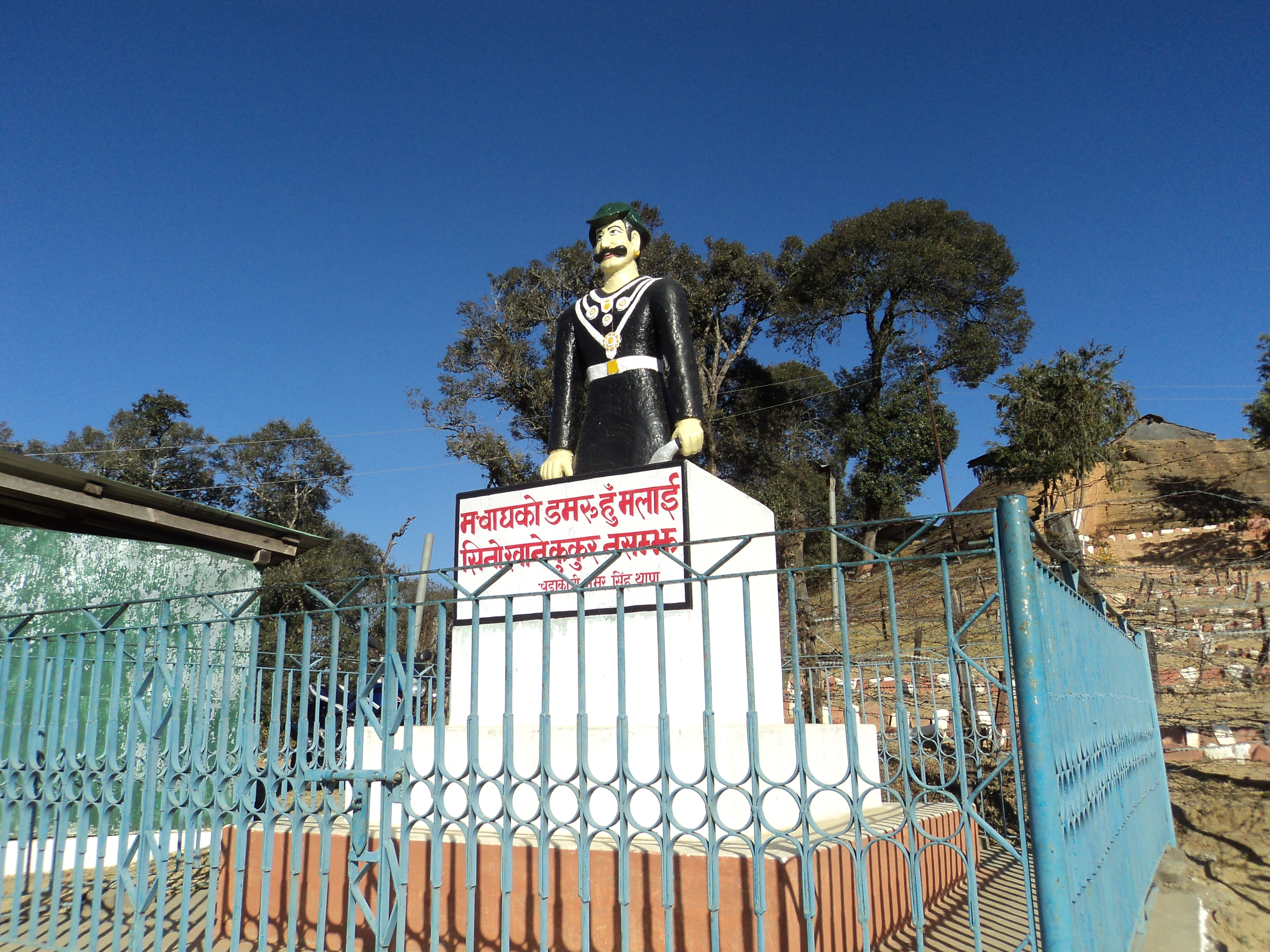
Statue d'Amar Singh Thapa (aîné) au Fort d'Amargadhi; Le devis est visible sur l'image
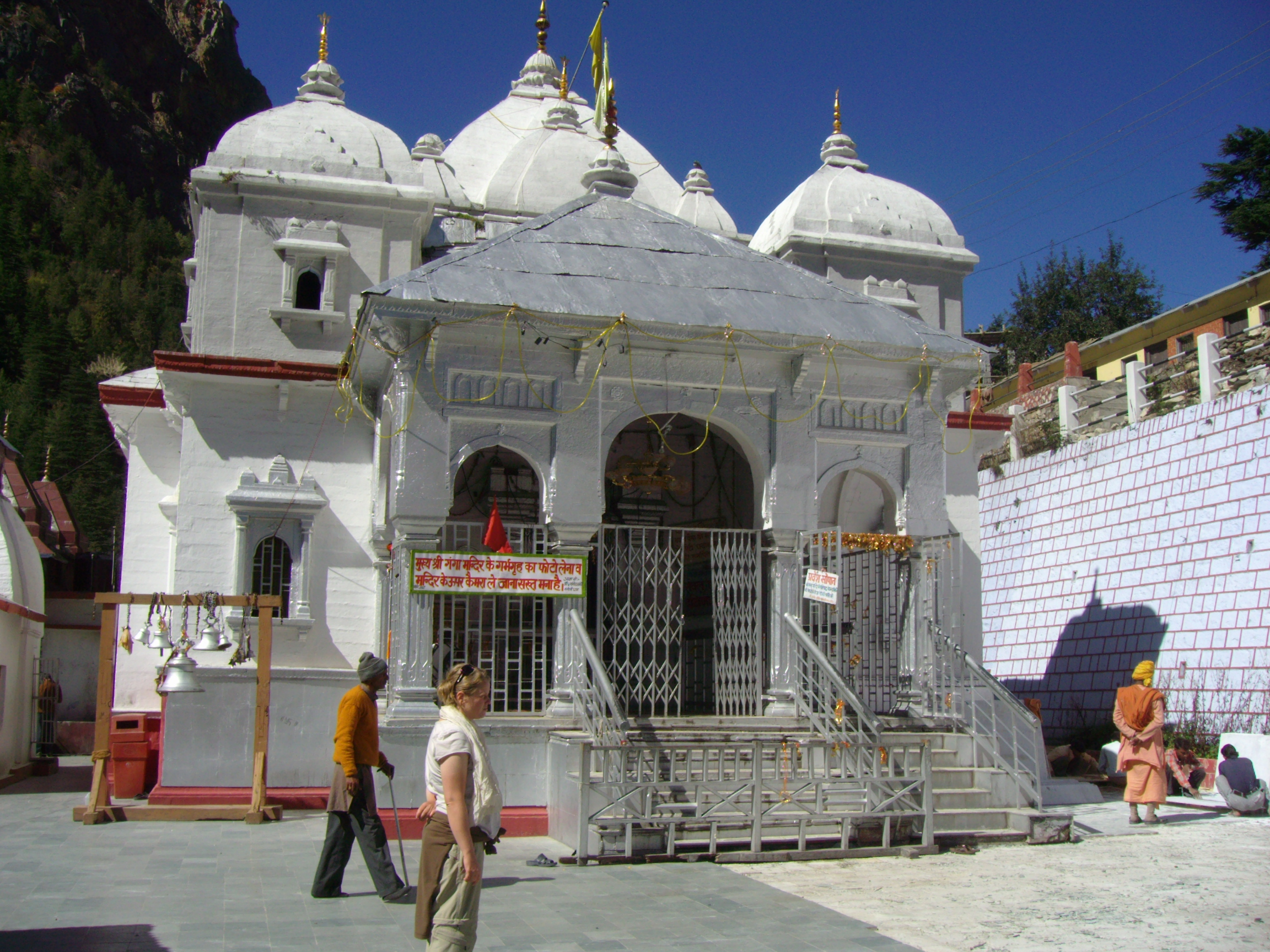
Le temple Gangotri a été construit par Bada Amar Singh
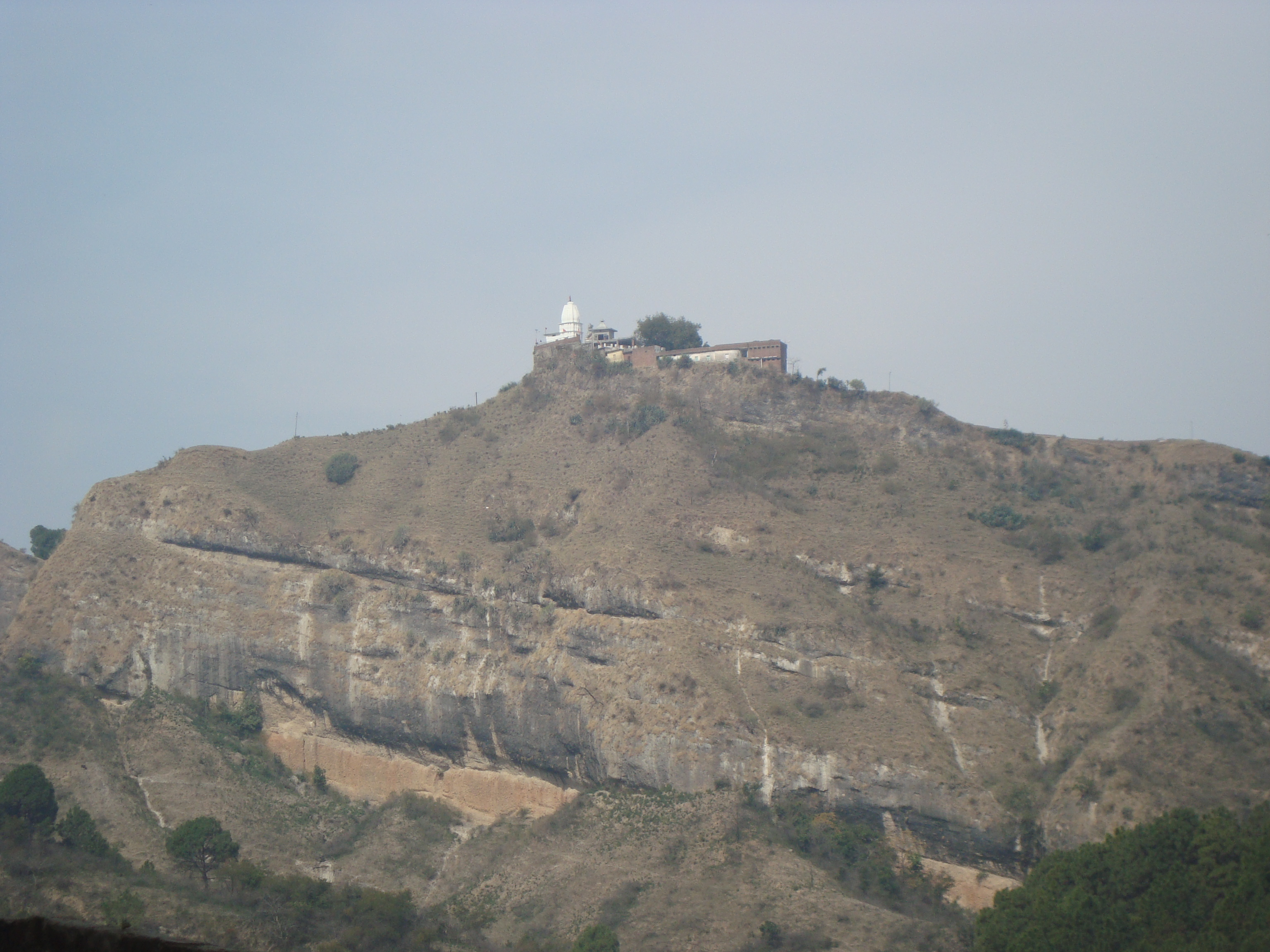
Le temple Jayanti Mata près du fort Kangra a été construit par Bada Amar Singh

## Remarques
1. ↑  Bada Kaji Amar Singh Thapa was distinguished from Kaji Amar Singh Thapa (sanu), Mukhtiyar Bhimsen Thapa's father, by terms Bada and Sanu meaning elder and younger.
2. ↑  Le nom de son père était Bhim Singh Thapa qui portait le titre de Bagh (signifiant tigre) au sein de l'administration de Umarao d'après les documents historiques. Mais de nombreux historiens, tel Kumar Pradhan écrivaient son nom Bhim Sen Thapa,[4], à l'identique de celui du Mukhtiyar du Népal.[5]

### Sources
- Acharya, Baburam (2012), Acharya, Shri Krishna (ed.), Janaral Bhimsen Thapa : Yinko Utthan Tatha Pattan (in Nepali), Kathmandu: Education Book House, p. 228,  (ISBN 9789937241748)
- Anon, « An Account of the War in Nepal; Contained in a Letter from an Officer on the Staff of the Bengal Army », Asiatic Journal and Monthly Miscellany, no Vol 1. May 1816,‎ 1816, p. 425–429 (OCLC 1514448, lire en ligne)
- Hamal, Lakshman B. (1995), Military history of Nepal, Sharda Pustak Mandir
- Michael, Bernardo A. (2014), Statemaking and Territory in South Asia: Lessons from the Anglo–Gorkha War (1814–1816), Anthem Press,  (ISBN 9781783083220)
- Pradhan, Kumar L. (2012), Thapa Politics in Nepal: With Special Reference to Bhim Sen Thapa, 1806–1839, New Delhi: Concept Publishing Company, p. 278,  (ISBN 9788180698132)
- Henry Thoby Prinsep, History of the Political and Military Transactions in India During the Administration of the Marquess of Hastings, 1813–1823, vol. 1, Londres, Kingsbury, Parbury & Allen, 1825 (OCLC 152785969, lire en ligne)
- Regmi, Mahesh Chandra (April 1987), "Garhwal Appointment, A.D. 1805" (PDF), Regmi Research Series, 19 (4): 46–48
- Regmi, D.R. (1975), Modern Nepal:Expansion: climax and fall, Firma K.L. Mukhopadhyay,  (ISBN 0883864916)
- Stiller, Ludwig F. (1973), The rise of the House of Gorkha: a study in the unification of Nepal, 1768–1816, Manjusri Publication House, p. 390
- Whelpton, John (1991), Kings, soldiers, and priests: Nepalese politics and the rise of Jang Bahadur Rana, 1830–1857, Manohar Publications